# Gelanoglanis nanonocticolus
Gelanoglanis nanonocticolus es una especie de pez de la familia Auchenipteridae en el orden de los Siluriformes.

## Morfología
• Los machos pueden llegar alcanzar los 2,2 cm de longitud total.
- Número de  vértebras: 31.[1][2]

## Hábitat
Es un pez de agua dulce y de clima tropical.

## Distribución geográfica
Se encuentran en Sudamérica: río Asisa.